# Greda (konstrukcija)
Greda je izdužena vodoravna ili kosa nosiva građevna konstrukcija (nosač) za prenošenje vertikalnih opterećenja na ležaje (oslonac). Ležaji mogu biti klizni, zglobni ili upeti. Prema broju ležaja ili oslonaca razlikuju se greda s jednim ležajem (konzolna), s dva ležaja (prosto oslonjena, s prepustima), s više ležaja (kontinuirana). Opterećena je na savijanje, a prema vrsti može biti statički određena ili statički neodređena. Izrađuje se od drveta, čelika, armiranoga betona, rjeđe od kamena različita poprečnog presjeka. Može se izvoditi i kao kosa konstrukcija (stube), na elastičnoj podlozi, ojačana pločom, kao dio mosta, dio zgrade i drugo.

## Nosač
Nosač, ili točnije rečeno građevni nosač, je nosivi sklop koji prenosi opterećenje preko jednog ili više raspona na potpore (ležaje). Može biti s prijepustima (konzolama) ili bez njih, odnosno linijski (greda, prečka okvira, luk, rešetka) ili plošni (ploča ili ljuska). S obzirom na građevni materijal može biti od betona, armiranog ili prednapregnutog betona, čelika ili drugih kovina, te od drva (drvene konstrukcije). Građevni nosač je punozidna ili rešetkasta konstrukcija u jednoj ravnini, oslonjena na svojim krajevima (na jednoj strani pomično, na drugoj nepomično). To je prosta ili jednostavna greda. Ako se produžava preko više polja, bez prekida na osloncima, naziva se kontinuirani nosač (ili greda). Gredni nosači su napregnuti transverzalnim (okomiti na gredu) silama i napadnim momentima u svojoj ravnini, rjeđe aksijalnim silama i silama izvan svoje ravnine.

## Savijanje
Za razliku od osnog opterećenja (vlak i tlak), pri savijanju štapa deformira se uzdužna os štapa. Deformirana uzdužna os zove se elastična linija ili progib. Razlikuje se čisto savijanje i poprečno savijanje. Pri čistom savijanju sve su komponente unutrašnjih sila jednake nuli, osim momenta savijanja. Pri poprečnom savijanju osim momenta savijanja pojavljuje se još i poprečna sila koja uzrokuje smicanje. Čisto savijanje zove se još i savijanje spregovima, a poprečno savijanje, savijanje silama. Moment savijanja uzrokuje normalna naprezanja σ koja se zamišljaju razdijeljenima po presjeku razmjerno udaljenosti od neutralne osi. Neutralna os prolazi kroz težište promatranog presjeka. Klasična jednakost koja određuje naprezanje u gredi zbog djelovanja čistog savijanja je:
{\displaystyle {\sigma }={\frac {M\cdot y}{I_{x}}}}
gdje je: {\displaystyle {\sigma }} - naprezanje zbog savijanja, M - moment savijanja oko neutralne osi x, y - okomita udaljenost od neutralne osi x, Ix - moment tromosti ili moment inercije oko neutral osi x.
Maksimalno naprezanje na savijanje σmax pojavljuje se u točki koja je najudaljenija od neutralne osi ymax:
{\displaystyle \sigma _{max}={\frac {M\cdot y_{max}}{I_{x}}}={\frac {M}{W_{x}}}}
gdje je: {\displaystyle {W_{x}}} - moment otpora presjeka.
Progib nosača {\displaystyle {\delta }} proizlazi iz diferencijalne jednakosti elastične linije:
{\displaystyle {\delta }={\frac {M_{x}}{E\cdot I_{x}}}}
Uobičajene vrijednosti za maksimalne momente savijanja, progibe, momente tromosti i momente otpora presjeka date su u tablicama.